# Rudolf von Raaben
Rudolf Samoilovici von Raaben (în rusă Рудольф Самойлович фон Раабен; n. 10 aprilie 1843 – d. după 1917) a fost un general de infanterie rus și guvernator al Basarabiei.

## Biografie
Von Raaben s-a născut într-o familie catolică nobilă de origine germană. A absolvit al doilea Corp de cadeți, iar la 16 iunie 1862 a intrat în serviciul militar. Din 12 iunie 1863 a făcut parte din regimentul Gatcina, iar pe 30 august, același an, a fost promovat la gradul de locotenent.
A participat la suprimarea insurecției din Polonia din 1863–64. La 20 aprilie 1869 a fost ridicat în rang de căpitan. În 1871 a absolvit Academia militară a Statului Major General rus.
Între 1871 și 1873, a fost un consilier-senior al Statului Major al Diviziei 9 infanterie. La 8 aprilie 1873 a fost promovat la gradul de locotenent-colonel, iar la 4 aprilie 1876 pentru excelență a fost promovat la gradul de colonel. A fost un participant al războiului ruso-turc din 1877–78.
Între 31 august 1877 și 19 ianuarie 1883 – șef al Statului Major al Diviziei 9 infanterie. Pe 30 august 1885 pentru excelență a fost promovat la gradul de general-maior.
Din 6 octombrie 1894 până la 3 martie 1895, a fost un asistent al șefului Statului Major al Moscovei; iar între 3 ianuarie 1895 și 17 martie 1898, șef al Statului Major al cazacilor de pe Don. Din 14 mai 1896 – general-locotenent.
Între 1896 și 1903 s-a convertit de la catolicism la ortodoxie, sub numele Vikenti (Викентий). În anii 1899–1903 a ocupat postul de guvernator al Basarabiei. A fost scos din postură după pogromul de la Chișinău din 1903, din cauza inacțiunii autorităților.
Între 4 mai 1903 și 24 februarie 1904 a fost inclus pe listele Ministerului imperial de Interne. La 6 decembrie 1906 pentru excelență a fost promovat la gradul de general de infanterie.
Data decesului nu este necunoscută, datorită vâltorii în care s-a pomenit Rusia odată cu revoluția din 1917 și războiul civil care a urmat, probabil însă, după anul menționat.

## Legături externe
- ru фон Раабен Рудольф Самойлович Arhivat în 4 martie 2016, la Wayback Machine.
- ru РААБЕН Рудольф Самойлович[nefuncțională – arhivă]